# Ödsmåls socken
Ödsmåls socken i Bohuslän ingick i Inlands Nordre härad, ingår sedan 1971 i Stenungsunds kommun och motsvarar från 2016 Ödsmåls distrikt.
Socknens areal är 48,76 kvadratkilometer varav 45,46 land. År 2000 fanns här 2 400 invånare. Tätorten  Starrkärr och Näs, småorterna Talbo och Östra Skår och Rödmyren och Röd samt tätorten Ödsmål med sockenkyrkan Ödsmåls kyrka ligger i socknen. 

## Administrativ historik
Ödsmåls socken har medeltida ursprung.
Vid kommunreformen 1862 övergick socknens ansvar för de kyrkliga frågorna till Ödsmåls församling och för de borgerliga frågorna bildades Ödsmåls landskommun. Landskommunen inkorporerades 1952 i Stenungsunds landskommun som 1971 ombildades till Stenungsunds kommun.
1 januari 2016 inrättades distriktet Ödsmål, med samma omfattning som församlingen hade 1999/2000.
Socknen har tillhört län, fögderier, tingslag och domsagor enligt vad som beskrivs i artikeln Inlands Nordre härad. De indelta soldaterna tillhörde Bohusläns regemente, Fräkne kompani och de indelta båtsmännen tillhörde 2:a Bohusläns båtsmanskompani.

## Geografi och natur
Ödsmåls socken ligger nordost Stenungsund innanför Svanesund och Halsefjorden. Socknen är en skogig bergstrakt med odlade dalstråk. Norröver avgränsas socknen av Hällesdalen.
I socknen finns det kommunala naturreservatet Börs flåg. Den största insjön är Stora Hällungen som delas med Ucklums socken.

## Fornlämningar
Flera boplatser och två hällkistor från stenåldern har påträffats. Från bronsåldern finns gravrösen. Från järnåldern finns tre gravfält och tre fornborgar.

## Befolkningsutveckling
Befolkningen ökade från 1 250 1810 till 1 956 1870 varefter den sjönk till 1 177 1950 då den var som minst under 1900-talet. Därefter vände folkmängden på nytt uppåt till 2 109 1990.

## Namnet
Namnet skrevs omkring 1400 Ausmala och kommer från prästgården. Namnet innehåller audhnsmal, 'avgränsat område, som röjts på tidigare obruten mark'.